# Feliks Gęstwicki
Feliks Paweł Gęstwicki (ur. 16 listopada 1884 w Kwidzynie, zm. 18 listopada 1935 w Toruniu) – polski malarz.
Uczył się na mechanika okrętowego i po ukończeniu nauki przez krótki czas pracował w zawodzie, w 1908 zamieszkał w Nowym Jorku, skąd w 1912 wyjechał do Berlina, aby tam rozpocząć studia malarskie. Uczęszczał do szkoły Lovisa Corintha, gdzie uczył się pod kierunkiem Konrada von Kardorffa. W 1918 powrócił do Torunia, w którym intensywnie działał w lokalnym środowisku artystycznym m.in. należał do Związku Zawodowego Artystów Pomorskich. Angażował się również w działania niepodległościowe, był żołnierzem w stanie rezerwy podlegającym pod Okręg Generalny Pomorze, a od czerwca 1920 przebywał na Warmii. Po powrocie do Torunia wstąpił do Konfraterni Artystów, od 1929 został członkiem Towarzystwa Zachęty Sztuk Pięknych w Warszawie. Razem z bratem Brunonem namalował wielkoformatowy obraz w technice olejnej noszący tytuł „Powitanie wojsk polskich w dniu 18 I 1920 w Toruniu", który został zniszczony przez okupacyjne władze niemieckie w 1939. 
Jego twórczość obejmuje tematykę marynistyczną, życie rybaków oraz pejzaże Powiśla. Kilka prac F. Gęstwickiego znajduje się w zbiorach Muzeum Okręgowego w Toruniu. 